# Chthonius orthodactylus
Chthonius orthodactylus är en spindeldjursart som först beskrevs av Leach 1817.  Chthonius orthodactylus ingår i släktet Chthonius och familjen käkklokrypare. Inga underarter finns listade i Catalogue of Life.